# Папшичи

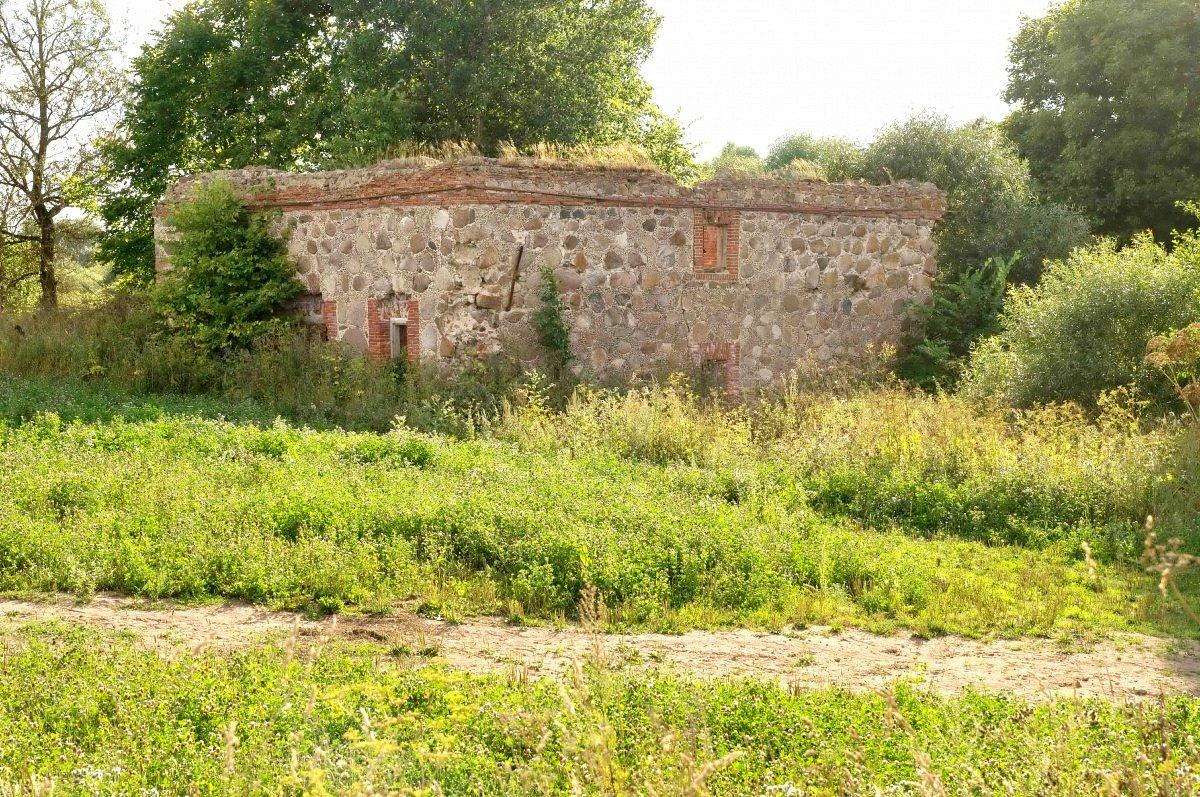
Руины водяной мельницы

Папшичи (бел. Папшычы) — деревня в Глубокском районе Витебской области Белоруссии, в Уделовском сельсовете. Население — 54 человека (2019).

## География
Деревня находится в 9 км к северо-западу от центра города Глубокое. Село стоит на реке Аржаница неподалёку от её впадения в Берёзовку. Папшичи связаны местными дорогами с окрестными населёнными пунктами Сеньковцы, Бервяки, Лозичи, а через деревню Шуневцы с Глубоким. Ближайшая ж/д станция Шарабаи в 5 км к югу (линия Крулевщина — Глубокое — Поставы).

## Достопримечательности
- Руины каменной водяной мельницы XIX века на реке Аржаница.
- Костёл Святого Духа и святого Максимилиана Кольбе. Перестроен из бывшего сельского клуба в 90-е годы XX века.
- Часовни-надмогилья на деревенском кладбище.